# Europees kampioenschap schaatsen 1909
Het Europese kampioenschap allround in 1909 werd van 23 tot 24 januari 1909 verreden op de ijsbaan Városligeti Müjégpálya in Boedapest.
De titelverdediger was de Zweed Moje Öholm, de Europees kampioen van 1908 gewonnen op de IJsbaan van Klagenfurt in Klagenfurt. De Noor Oscar Mathisen werd voor de eerste keer kampioen.

## Klassement
| #      | Naam            | Land       | Punten | 500m     | 5000m      | 1500m      | 10.000m     |
| ------ | --------------- | ---------- | ------ | -------- | ---------- | ---------- | ----------- |
| Goud   | Oscar Mathisen  | Noorwegen  | 6      | 45,6 (1) | 8.59,5 (2) | 2.29,9 (1) | 19.12,0 (2) |
| Zilver | Thomas Bohrer   | Oostenrijk | 7      | 46,7 (3) | 8.51,9 (1) | 2.31,3 (2) | 18.49,4 (1) |
| Brons  | Moje Öholm      | Zweden     | 11     | 46,4 (2) | 9.20,0 (3) | 2.35,3 (3) | 19.21,5 (3) |
| 4      | Sigurd Mathisen | Noorwegen  | 16     | 47,8 (4) | 9.20,6 (4) | 2.37,1 (4) | 20.07,5 (4) |
| NF2    | Franz Schilling | Oostenrijk |        | 50,6 (6) | 9.26,0 (5) | 2.43,0 (5) | NF          |
| NS2    | Miltiades Manno | Hongarije  |        | 48,7 (5) | NS         |            |             |

* = met val
NC = niet gekwalificeerd
NF = niet gefinisht
NS = niet gestart
DQ = gediskwalificeerd